# Europamästerskapen i hastighetsåkning på skridskor 2024
Europamästerskapen i hastighetsåkning på skridskor 2024 hölls mellan den 5 och 7 januari 2024 i Thialf i Heerenveen i Nederländerna.
Det var fjärde gången som distans-EM arrangerades sedan ISU 2016 beslutat att hålla ett EM i allround + sprint på udda år och ett distans-EM på jämna år. Medaljer delades ut i sju grenar för både herrar och damer, varav fem individuellt och två i lag.

## Program
Alla tider är lokala (UTC+1).
| Datum     | Tid   | Gren              |
| --------- | ----- | ----------------- |
| 5 januari | 19:35 | Lagsprint, damer  |
| 5 januari | 19:51 | Lagtempo, herrar  |
| 5 januari | 20:26 | 3 000 m, damer    |
| 5 januari | 21:30 | 1 000 m, herrar   |
| 6 januari | 14:30 | Lagsprint, herrar |
| 6 januari | 14:46 | 500 m, damer      |
| 6 januari | 15:29 | 5 000 m, herrar   |
| 6 januari | 17:03 | 1 500 m, damer    |
| 7 januari | 14:15 | Lagtempo, damer   |
| 7 januari | 14:37 | 1 500 m, herrar   |
| 7 januari | 15:31 | 1 000 m, damer    |
| 7 januari | 16:19 | 500 m, herrar     |
| 7 januari | 17:06 | Masstart, damer   |
| 7 januari | 17:29 | Masstart, herrar  |

## Medaljörer

### Herrar
| Gren      | Guld                                                      | Guld         | Silver                                                                  | Silver   | Brons                                                      | Brons    |
| 500 m     | Jenning de Boo Nederländerna                              | 34,48        | Marten Liiv Estland                                                     | 34,78    | Marek Kania Polen                                          | 34,86    |
| 1 000 m   | Kjeld Nuis Nederländerna                                  | 1.07,87      | Jenning de Boo Nederländerna                                            | 1.08,14  | Tim Prins Nederländerna                                    | 1.08,20  |
| 1 500 m   | Peder Kongshaug Norge                                     | 1.44,25      | Kjeld Nuis Nederländerna                                                | 1.44,34  | Patrick Roest Nederländerna                                | 1.44,40  |
| 5 000 m   | Patrick Roest Nederländerna                               | 6.05,93      | Davide Ghiotto Italien                                                  | 6.08,27  | Sander Eitrem Norge                                        | 6.09,28  |
| Lagtempo  | Norge Sander Eitrem Peder Kongshaug Sverre Lunde Pedersen | 3.34,22 0VR0 | Italien Davide Ghiotto Andrea Giovannini Michele Malfatti               | 3.40,47  | Nederländerna Marcel Bosker Bart Hoolwerf Chris Huizinga   | 3.41,36  |
| Lagsprint | Polen Marek Kania Piotr Michalski Damian Żurek            | 1.18,31      | Norge Pål Myhren Kristensen Bjørn Magnussen Håvard Holmefjord Lorentzen | 1.18,81  | Nederländerna Stefan Westenbroek Jenning de Boo Wesly Dijs | 1.20,61  |
| Masstart  | Bart Swings Belgien                                       | 60 poäng     | Gabriel Odor Österrike                                                  | 40 poäng | Allan Dahl Johansson Norge                                 | 20 poäng |

### Damer
| Gren      | Guld                                                               | Guld     | Silver                                                     | Silver   | Brons                                                        | Brons    |
| 500 m     | Femke Kok Nederländerna                                            | 37,28    | Jutta Leerdam Nederländerna                                | 37,70    | Vanessa Herzog Österrike                                     | 37,89    |
| 1 000 m   | Jutta Leerdam Nederländerna                                        | 1.14,45  | Antoinette Rijpma-de Jong Nederländerna                    | 1.15,04  | Vanessa Herzog Österrike                                     | 1.15,74  |
| 1 500 m   | Antoinette Rijpma-de Jong Nederländerna                            | 1.53,48  | Marijke Groenewoud Nederländerna                           | 1.53,66  | Joy Beune Nederländerna                                      | 1.55,02  |
| 3 000 m   | Marijke Groenewoud Nederländerna                                   | 3.56,27  | Irene Schouten Nederländerna                               | 3.58,70  | Ragne Wiklund Norge                                          | 3.59,09  |
| Lagtempo  | Nederländerna Joy Beune Marijke Groenewoud Irene Schouten          | 2.55,70  | Tyskland Josie Hofmann Josephine Schlörb Lea Sophie Scholz | 3.02,33  | Schweiz Jasmin Güntert Ramona Härdi Kaitlyn McGregor         | 3.02,40  |
| Lagsprint | Nederländerna Marrit Fledderus Femke Kok Antoinette Rijpma-de Jong | 1.27,36  | Polen Karolina Bosiek Andżelika Wójcik Iga Wojtasik        | 1.28,06  | Norge Carina Jagtøyen Martine Ripsrud Julie Nistad Samsonsen | 1.28,83  |
| Masstart  | Marijke Groenewoud Nederländerna                                   | 66 poäng | Irene Schouten Nederländerna                               | 40 poäng | Francesca Lollobrigida Italien                               | 20 poäng |

## Medaljtabell
*   Värdland ( Nederländerna)
| Nr                  | Nation              | Guld | Silver | Brons | Totalt |
| ------------------- | ------------------- | ---- | ------ | ----- | ------ |
| 1                   | Nederländerna*      | 10   | 7      | 5     | 22     |
| 2                   | Norge               | 2    | 1      | 4     | 7      |
| 3                   | Polen               | 1    | 1      | 1     | 3      |
| 4                   | Belgien             | 1    | 0      | 0     | 1      |
| 5                   | Italien             | 0    | 2      | 1     | 3      |
| 6                   | Österrike           | 0    | 1      | 2     | 3      |
| 7                   | Estland             | 0    | 1      | 0     | 1      |
| 7                   | Tyskland            | 0    | 1      | 0     | 1      |
| 9                   | Schweiz             | 0    | 0      | 1     | 1      |
| Totalt (9 nationer) | Totalt (9 nationer) | 14   | 14     | 14    | 42     |